# 5-Metiltioriboza-1-fosfatna izomeraza
5-Metiltioriboza-1-fosfatna izomeraza (EC 5.3.1.23, metiltioriboza 1-fosfat izomeraza, 1-PMTR izomeraza, 5-metiltio-5-dezoksi--riboza-1-fosfat ketol-izomeraza, -metil-5-tio-5-dezoksi-D-riboza-1-fosfat ketol-izomeraza, -metil-5-tio-5-dezoksi--riboza-1-fosfat aldoza-ketose-izomeraza, 1-fosfo-5'-S-metiltioriboza izomeraza, -metil-5-tio-D-riboza-1-fosfat aldoza-ketoza-izomeraza) je enzim sa sistematskim imenom S-metil-5-tio-alfa-D-riboza-1-fosfat aldoza-ketoza-izomeraza. Ovaj enzim katalizuje sledeću hemijsku reakciju
-metil-5-tio-alfa-D-riboza 1-fosfat {\displaystyle \rightleftharpoons } -metil-5-tio-D-ribuloza 1-fosfat

## Literatura
- Nicholas C. Price; Lewis Stevens (1999). Fundamentals of Enzymology: The Cell and Molecular Biology of Catalytic Proteins (Third изд.). USA: Oxford University Press. ISBN 019850229X.
- Eric J. Toone (2006). Advances in Enzymology and Related Areas of Molecular Biology, Protein Evolution (Volume 75 изд.). Wiley-Interscience. ISBN 0471205036.
- Branden C; Tooze J. Introduction to Protein Structure. New York, NY: Garland Publishing. ISBN 0-8153-2305-0.
- Irwin H. Segel. Enzyme Kinetics: Behavior and Analysis of Rapid Equilibrium and Steady-State Enzyme Systems (Book 44 изд.). Wiley Classics Library. ISBN 0471303097.

## Spoljašnje veze
- S-methyl-5-thioribose-1-phosphate+isomerase на 